# Klemschaats

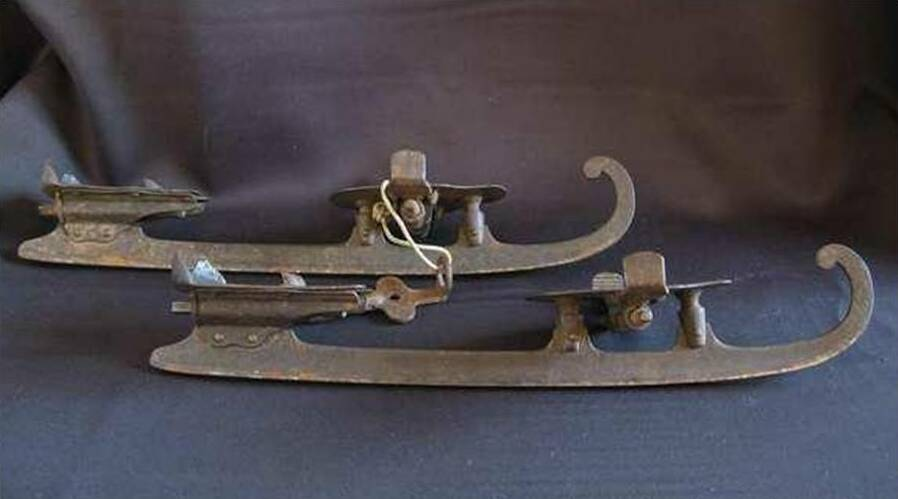
Klemschaatsen

Klemschaatsen of sleutelschaatsen zijn schaatsen waarin de voet kan worden vastgezet door de klemmen met een sleutel naar elkaar toe te draaien. Op deze manier voorkwam men dat men de schaatsen voortdurend moest herbinden. Het type schaats is tegenwoordig bijna uitgestorven door de komst van schaatsen met een integrale schoen.